# Такатакуру
Такатакуру (на английски: Tacatacuru) е едно от Вождовствата на тимукоа, говорещо диалекта мокама. В началото на колониалния период техните села са разположени на остров Къмбърланд и по брега на югоизточна Джорджия, САЩ. Според испанските записи на острова селата им са 7, а на брега 11 на брой. Срещат се с френски хугеноти, които идват на остров Къмбърланд през 1562 г. и се отнасят приятелски с тях. През 1567 г. подпомагат французите при нападение на испанците, но скоро след това сключват мир с испанците. Първата мисия основана в земите им е Сан Педро де Мокама на остров Къмбърланд, близо до главното им село. Добрите им отношения с испанците не са развалени по време на бунта на тимукоа през 1656 г. След 1675 г. такатакуру напущат родината си, която е заета от ямасите и се преместват близо до Сан Августин във Флорида, където постепенно се смесват с тамошното население и изчезват от историята.